# Albert Guigui (rabbin)
Pour les articles homonymes, voir Albert Guigui.
Albert Guigui, né à Meknès en 1944, est grand-rabbin attaché au Consistoire central israélite de Belgique depuis 1980 et grand-rabbin de Bruxelles depuis 1987. À ce titre il joue un rôle particulièrement actif dans la vie associative, dans  l’enseignement du cours de religion israélite. Il est également porte-parole de la Conférence des rabbins européens auprès de l’Union européenne et correspondant de plusieurs instituts. Il est auteur d’un grand nombre d’articles publiés dans différents ouvrages et revues.

## Biographie

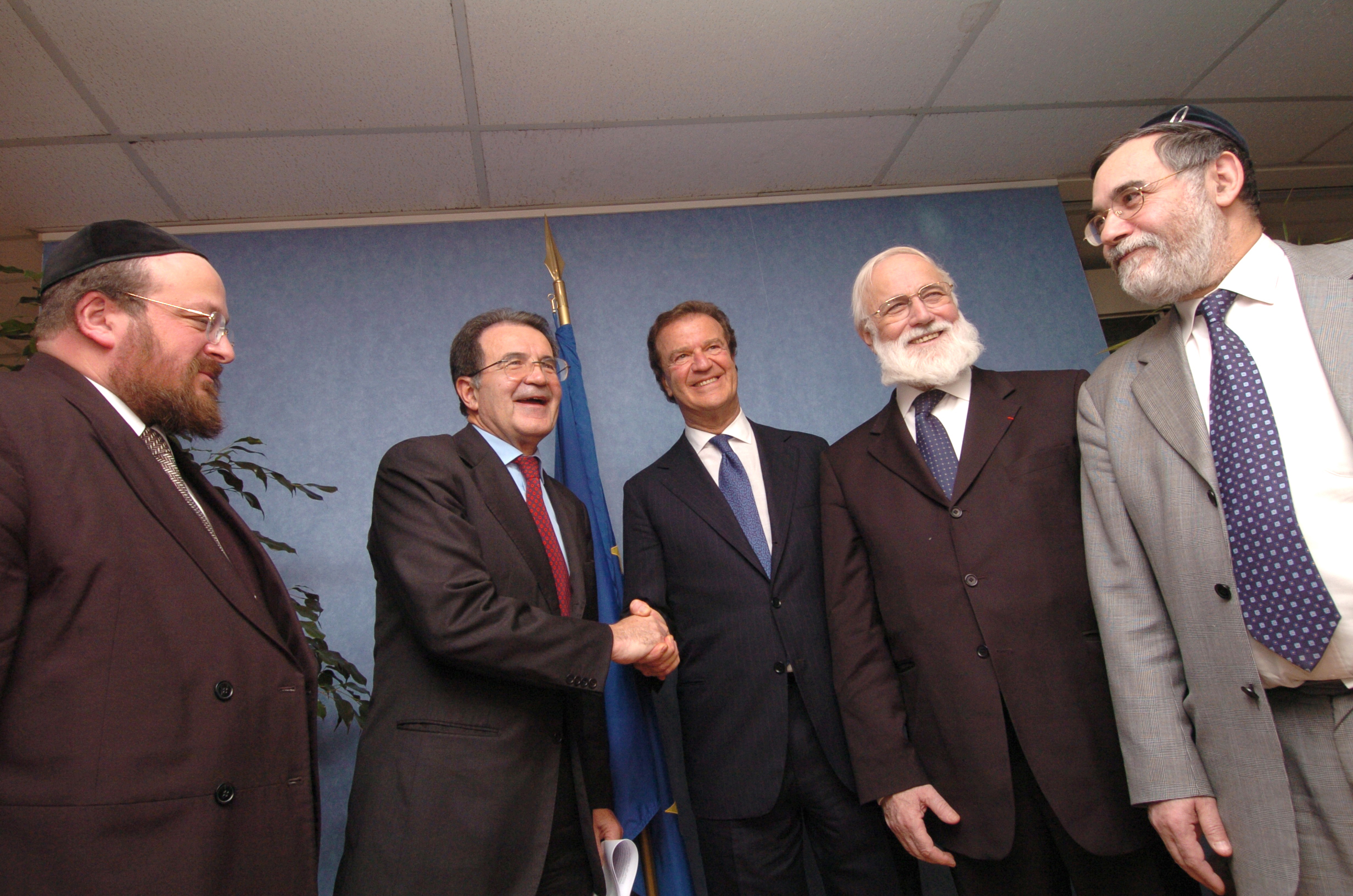
Albert Guigui (à droite) en 2003 lors d'une visite à la Commission européenne, avec notamment le rabbin David Messas et le commissaire Romano Prodi.

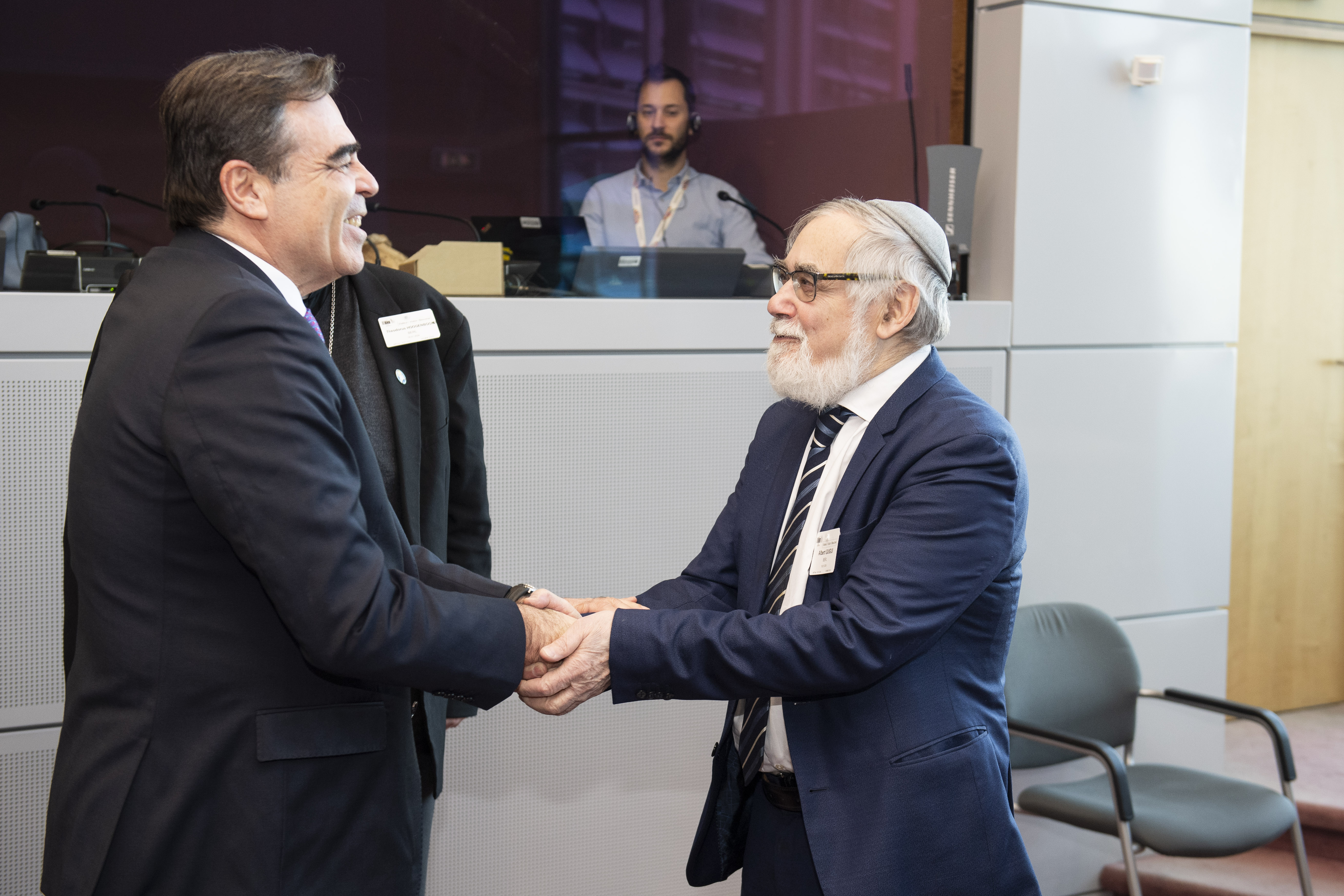
Albert Guigui en 2024 à la Commission européenne avec le commissaire Margaritis Schinas.

## Opinions
Il estime en 2015, que « les Juifs n'ont pas d'avenir en Europe ».
Il s'oppose à l'interdiction de l'abattage rituel à Bruxelles.